# 1000 Sherbrooke West
1000 Sherbrooke West (anteriormente conocido como Centre Mont-Royal y Place Internationale de l'Aviation) es un rascacielos de 28 pisos y 128 m en 1000 Sherbrooke Street West junto a Tour Scotia y frente a McTavish Street en el Downtown de Montreal, Quebec, Canadá. La torre fue diseñada por Rosen Caruso Vecsei Architects en el estilo brutalista, con una fachada de hormigón y vidrio. La construcción se completó en 1974 y una vez albergó la sede de la OACI. En 1987, las oficinas de la OACI fueron el lugar de la firma del Protocolo de Montreal, un tratado internacional para proteger la capa de ozono, un acuerdo considerado el acuerdo internacional más eficaz sobre el medio ambiente hasta la fecha. El centro de conferencias Centre Mont-Royal se encuentra en el sitio. Es el 14° edificio más alto de Montreal.